# Privatärztliche Verrechnungsstelle

Logo der PVS

Privatärztliche Verrechnungsstellen (PVS) sind Dienstleister, die die Rechnungserstellung für Behandlungen von Privatpatienten und gesetzlich oder privat versicherten Patienten im Rahmen der Selbstzahlerleistungen nach der Gebührenordnung für Ärzte (GOÄ) bzw. der Gebührenordnung für Zahnärzte (GOZ) vornehmen.

## Gliederung
Es gibt in Deutschland 13 regionale Privatärztliche Verrechnungsstellen, die als ärztlich geleitete Vereine oder Genossenschaften organisiert sind. Ihre Mitglieder sind niedergelassene Ärzte, Zahnärzte und leitende Krankenhausärzte.
Der Verband der Privatärztlichen Verrechnungsstellen in Berlin ist die Dachorganisation der Privatärztlichen Verrechnungsstellen, der elf dieser regionalen Organisationen angehören. Die folgenden Verrechnungsstellen sind im Verband der Privatärztlichen Verrechnungsstellen e. V. zusammengeschlossen:
- Privatärztliche Verrechnungsstelle Mosel-Saar e.V.
- Privatärztliche Verrechnungsstelle Baden-Württemberg eG
- Privatärztliche VerrechnungsStelle Limburg/Lahn e.V.
- Privatärztliche VerrechnungsStelle Sachsen e.V.
- Privatärztliche VerrechnungsStelle Schleswig-Holstein/Hamburg rkv
- Privatärztliche VerrechnungsStelle Südbaden e.V.
- Privatärztliche VerrechnungsStelle Kurpfalz  e.V.
- Privatärztliche VerrechnungsStelle Westfalen-Nord e.V.
- Privatärztliche VerrechnungsStelle Westfalen-Süd rkV
- PrivatVerrechnungsStelle der Ärzte in Niedersachsen rkV
- PrivatVerrechnungsStelle für Ärzte und Zahnärzte Bremen e. V.

## Geschichte
Der erste Zusammenschluss von niedergelassenen Ärzten zur Abrechnung wurde 1922 in Gauting bei München gegründet, weitere Verrechnungsstellen folgten schnell. 1952 wurde aus einer Arbeitsgemeinschaft der Verrechnungsstellen, die seit 1949 bestand, der Verband der Privatärztlichen Verrechnungsstellen. Bereits vor dem Zweiten Weltkrieg hatte es eine erste Arbeitsgemeinschaft der Privatärztlichen Verrechnungsstellen gegeben, die 1925 auf dem Ärztetag in Leipzig durch die Initiative von Dr. Pursche (Stuttgart) ins Leben gerufen worden war. Im Gegensatz zu gewerblichen Verrechnungsstellen sind die im PVS Verband organisierten Verrechnungstellen ärztliche Gemeinschaftseinrichtungen.

## Privatabrechnung mittels Datenträger
Bereits 1987 führte der Verband der Privatärztlichen Verrechnungsstellen eine Schnittstelle zum Austausch von Behandlungsdaten zwischen Praxis-Computer und Verrechnungsstelle ein. Es handelte sich dabei um eine Datei im ASCII-Format mit einer festen Satzlänge von 128 Bytes unter Verwendung des damals weit verbreiteten DOS-Zeichensatzes (Codepage 437 oder 850). Wegen der frühen Konzeptionierung und der führenden Rolle der Privatärztlichen Verrechnungsstellen im Bereich der Privatliquidation hat sich die PAD-Schnittstelle zum De-facto-Standard entwickelt. Die hohe Stabilität der Schnittstelle (nur zwei Versionen seit 1987, die letzte aus 12/2003) unterstützt die Akzeptanz bei den Softwareanbietern.
2009 entwickelte der PVS-Verband eine neue Schnittstelle im XML-Format namens "PADneXt", mit der detailliertere Abrechnungsdaten übermittelt werden können. Die Veröffentlichung dieses neuen Standards fand im Jahr 2010 statt.
Zur Übertragung der Abrechnungsdaten und anderer Dienste, stellen die PVSn verschiedene Portale zur Verfügung. Die Abkürzung PAD stand in den ersten Jahren für „Privatabrechnung auf Diskette“. Heute wird das Kürzel PAD für „PrivatAbrechnung Digital“ verwendet.
Alle Angehörigen privatärztlicher Verrechnungsstellen unterliegen der strafrechtlich geschützten Verschwiegenheitspflicht gem. § 203 Abs. 1 Nr. 7 StGB.

## Abgrenzung
Neben den PVS gibt es Unternehmen mit vergleichbarer Dienstleistung (mediserv Bank) und ähnlichen Namen (Ärztliche Verrechnungsstelle, medizinischer Abrechnungsdienst, Abrechnungsservice, Abrechnungsstelle, Privatliquidationsstelle, PVS dental etc.), die aber keine ärztlichen Gemeinschaftseinrichtungen sind. Es gibt auch weitere Anbieter für Forderungsmanagement die zu Inkassounternehmen und Auskunfteien gehören.